# Montvendre
Montvendre là một xã thuộc tỉnh Drôme trong vùng Auvergne-Rhône-Alpes ở đông nam nước Pháp. Xã Montvendre nằm ở khu vực có độ cao trung bình 209 mét trên mực nước biển.